# Anna Čakvetadze
Anna Džambulilovna Čakvetadze (in russo Анна Джамбулиевна Чакветадзе?, in georgiano ანა ჯამბულის ასული ჩაკვეტაძე?; Mosca, 5 marzo 1987) è una commentatrice televisiva ed ex tennista russa di origini georgiane.

## Carriera

### Esordi
Anna Čakvetadze inizia a giocare a tennis all'età di otto anni, seguendo la passione materna. La giocatrice russa debutta nel circuito ITF nel 2001 nel torneo di Minsk. Nel 2003 raggiunge la finale Juniores a Wimbledon perdendo contro la belga Kirsten Flipkens con il punteggio di 4-6 6-3 3-6. Lo stesso anno si rifà vincendo l'International Bavarian Junior Challenge, battendo Marta Domachowska 7-6 7-5. La Čakvetadze diventa professionista sempre nel 2003.

### 2004
Nel 2004, allo US Open, alla prima apparizione in un torneo del Grande Slam, nonché terzo torneo WTA della sua carriera, sconfigge al secondo turno la numero tre del ranking, la connazionale Anastasija Myskina 7–6(3) 6-3. Questo risultato le permette di entrare tra le top 100 del ranking, piazzandosi al n.91.

### 2005
Il 2005 è un'altra stagione di crescita, nella quale coglie importanti soddisfazioni. Esce al secondo turno dell'Australian Open, sconfitta da Elena Dement'eva. Raggiunge il terzo turno a Indian Wells, dopo avere battuto Martina Suchá e Jelena Janković, dove si imbatte nel ciclone Kim Clijsters, riuscendo a trascinarla comunque al tie break del secondo set. A Istanbul ottiene la qualificazione ai quarti, nei quali esce per mano di Venus Williams; la crescita prosegue al Roland Garros, in cui arriva al terzo turno, nel quale viene sconfitta da Marija Šarapova.
Sull'erba alterna risultati brillanti, come il quarto a Birmingham, ad altri più modesti, come il primo turno a Wimbledon, anche se l'attenuante è la sconfitta per mano della Janković, giocatrice di talento e più esperta. Sul cemento americano raggiunge i quarti a San Diego e le semifinali a New Haven; dopo avere giocato un tennis brillante nulla può contro la numero 1 Lindsay Davenport. Il risultato più incoraggiante è il terzo turno allo US Open, nel quale sfiora la clamorosa eliminazione della finalista uscente, Elena Dement'eva, con il punteggio di 1-6, 7-5, 7-6. La stagione indoor è avara di successi, tuttavia Anna chiude l'anno positivamente alla posizione n.33 del ranking.

### 2006
Il 2006 si apre male: la sorte le riserva un secondo turno all'Australian Open contro la stella nascente Nicole Vaidišová, che le impartisce una lezione di tennis sul cemento con il punteggio di 6-2, 6-1, mentre al successivo torneo indoor di Parigi esce al primo contro la Safina. Le cose vanno meglio sul cemento americano: a Indian Wells elimina la Kirilenko al secondo turno, ma al terzo nulla può contro la Ivanović, altra grande promessa del tennis femminile; a Miami raggiunge il quarto turno, nel quale subisce la vendetta fredda di Anastasija Myskina. Sul rosso ottiene una brillante semifinale a Varsavia, dopo avere sconfitto la Janković, la Hantuchová e la Ivanović, ma poi raccoglie solo due game contro la top ten Svetlana Kuznecova.
Il resto della stagione sul rosso è decisamente deludente: prevedibile la sconfitta nel terzo turno a Berlino contro la Mauresmo, a Istanbul e Roma esce al primo round, mentre a Parigi si ferma al secondo contro Li Na. Anche l'erba non sembra riservarle soddisfazioni, sia nei tornei minori, che a Wimbledon, nel quale esce contro la Henin al terzo turno. Sarà il cemento a riservare importanti soddisfazioni alla giovane russa: a San Diego fa fuori nell'ordine Kostanić, Petrova e Ivanović, mentre nei quarti esce, questa volta in tre set, contro la Vaidisova. A Montreal fa ancora meglio, raggiungendo le semifinali dopo avere eliminato, tra le altre, la Petrova e la Peer, ma è costretta al ritiro nel secondo set contro la Hingis che stava comunque controllando il match senza problemi.
Esce al quarto turno dello US Open contro un'altra giocatrice promettente, la francese Tatiana Golovin. La sorte le viene incontro al torneo di Canton, nel quale approfitta del ritiro della Janković in semifinale: la finale le riserva la spagnola Anabel Medina Garrigues, che soccombe nettamente 6-1 6-4 permettendo ad Anna di conquistare il suo primo titolo. Grazie a questo risultato si presenta al torneo di casa a Mosca in grande forma: qui annienta al primo turno la Safina, vince la resistenza della tenace Francesca Schiavone, approfitta del forfait della Šarapova nei quarti e in semifinale prevale al terzo su Elena Dement'eva. In finale Anna affronta la favoritissima Nadia Petrova, che riesce a domare con un tennis più fresco e lucido e sfruttando la stanchezza dell'avversaria reduce da una stagione più intensa; Anna conquista così il primo tier I della sua carriera con il punteggio di 6-4, 6-4 e con questa vittoria raggiunge il numero 13 del ranking.

### 2007
Il 2007 inizia in modo positivo per la tennista russa, che si aggiudica il torneo australiano di Hobart, nel quale era accreditata della testa di serie n.1, battendo in finale la giovane connazionale Vasilisa Bardina e mostrando una buona autorevolezza e forma per tutto il torneo. La Čakvetadze disputa anche un buon Australian Open, nel quale al quarto turno supera nettamente Patty Schnyder 6-1 6-4, guadagnandosi la sfida nei quarti contro la connazionale Šarapova. Anna disputa una buona partita, e pur perdendo 7-6 7-5 l'incontro conferma la crescita della Čakvetadze. La russa continua a mostrare sensibili miglioramenti che la conducono ai quarti dell'indoor di Parigi, in cui perde in due set tiratissimi contro Mauresmo, e soprattutto in semifinale ad Anversa, dopo avere battuto per l'ennesima volta nei quarti Nadia Petrova e poi in semifinale, strappando però un set, nuovamente contro Mauresmo.
Questi risultati le valgono l'ingresso per la prima volta nella top ten del ranking in decima posizione. Anna disputa un discreto torneo anche sul cemento di Indian Wells, dove ha ragione della connazionale Marija Kirilenko nel terzo turno, per poi cedere nel quarto turno contro l'israeliana Peer, che prevale sulla russa dopo un match molto tirato che si aggiudica grazie alla maggiore regolarità e solidità atletica per 6-4 7-6. La Čakvetadze disputa un buon torneo a Miami, in cui supera ai quarti la cinese Li Na prima di perdere in semifinale dalla n.1 del ranking, Justine Henin, che sfruttando la debolezza del servizio della russa ottiene svariati break chiudendo velocemente il match 6-2 6-3. A Varsavia la russa si ritira nei quarti contro la Janković, mentre a Berlino esce contro la Safarova al secondo turno. Anche Roma è avara di soddisfazioni per la russa, che viene sconfitta al terzo turno dalla Hantuchova. Migliore il torneo disputato al Roland Garros: Anna supera la Safarova al quarto turno, per poi subire una sconfitta piuttosto netta da Marija Šarapova.

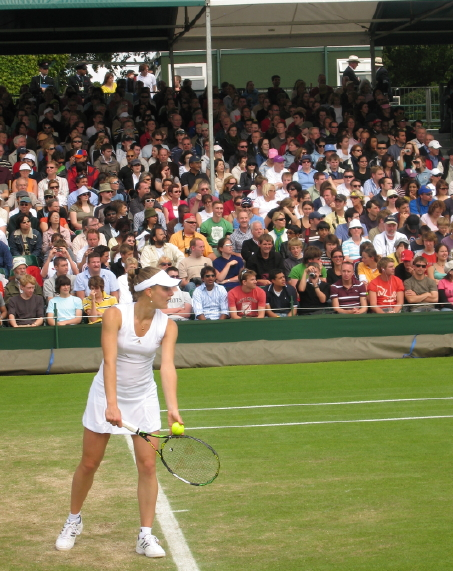
Anna Čakvetadze a Wimbledon nel 2007

Sull'erba di s'-Hertogenbosch la Čakvetadze si prende la rivincita sulla Hantuchova in semifinale, per poi sconfiggere in una finale combattuta una delle migliori tenniste del 2007, la serba Jelena Janković. A Wimbledon, invece, dopo essere andata vicina alla vittoria nel terzo turno contro la Krajicek, smarrisce il suo gioco nel terzo set e viene così eliminata dalla giovane olandese. Ma la russa ha modo di rifarsi ampiamente: prima a Cincinnati dove supera la Morigami in finale, poi a Stanford in cui sconfigge in finale Sania Mirza. Con questi successi la russa ottiene il best ranking di n.6. Altro buon torneo è il tier I di San Diego, in cui supera nei quarti la fresca vincitrice di Wimbledon, Venus Williams dopo essere andata vicina alla sconfitta, soccombendo infine alla connazionale Šarapova nella semifinale con il punteggio di 6-3 6-2.
Allo Us Open la russa arriva sino alle semifinali, dove è sconfitta in tre set dalla connazionale Kuznecova. Dopo questo exploit la russa non ottiene più alcun risultato significativo salvo la semifinale nel WTA Championship in cui è sconfitta con un doppio 6-2 dalla Šarapova. Il 19 dicembre Anna è vittima di una rapina subita nella sua abitazione di Mosca: all'alba un gruppo armato fa irruzione in casa della tennista nonostante la famiglia di Anna fosse presente. Sono trenta minuti di terrore, ma alla fine se la cavano solo con tanta paura e qualche botta; illeso fortunatamente il fratellino di Anna, che i ladri non toccano nonostante siano al corrente della sua presenza.

### 2008
L'inizio del 2008 non è particolarmente positivo per la russa, che viene eliminata al primo turno dalla Srebotnik nel torneo di Sydney e successivamente al terzo turno dalla Kirilenko nell'Australian Open. Anna ha modo di rifarsi all'indoor di Parigi, in cui elimina nei quarti Amélie Mauresmo in tre set e poi supera Marion Bartoli, vittima di un infortunio. In finale supera in tre set la giovane Ágnes Szávay. Resta questa per ora l'unico successo di un anno ricco di delusioni per la Čakvetadze. Sono in molti a ritenere lo shock psicologico della rapina subita come principale colpevole dell'involuzione di Anna. La russa ha addirittura rifiutato di partecipare alle Olimpiadi di Pechino e dopo avere saltato anche il torneo di Cincinnati ha invece preso parte al torneo di New Haven, dove è stata battuta in finale dalla danese Caroline Wozniacki per 3-6 6-4 6-1. Il terrificante 2008 tennistico per Anna continua agli US Open dove viene clamorosamente eliminata al primo turno dalla Makarova.
Dopo la mancata convocazione con la nazionale russa, impegnata in Fed Cup, Anna ha preso parte al torneo di Tokyo, ma anche qui è uscita clamorosamente al primo turno contro Kaia Kanepi. Stranamente è andata meglio nel doppio; in coppia con Agnieszka Radwańska è arrivata fino ai quarti perdendo contro la coppia Casey Dellacqua-Francesca Schiavone. Male anche il torneo di Pechino, dove a eliminare Anna è stata la Cibulková al secondo turno. Continua il pessimo periodo per Anna sempre più allo sbando; nel torneo di Mosca infatti la Čakvetadze ha perso in tre set contro Caroline Wozniacki che l'ha estromessa già al primo turno. Continuano i risultati negativi di questo pessimo 2008, che rischia di segnare pesantemente la giocatrice russa. Il torneo di Zurigo segna un altro passo falso per Anna: abbinata alla non irresistibile rumena Monica Niculescu la russa ha vinto il primo set, salvo poi spegnersi lentamente finendo per perdere anche questo incontro. Questo più il fatto che non andrà al Master di Madrid dovrebbe portare Anna al di fuori delle top 20. Il pessimo 2008 di Anna si è concluso con l'ultima cocente delusione al torneo del Lussemburgo, dove la giocatrice russa è stata eliminata al secondo turno.

### 2009
Anche il 2009 non è partito bene per Anna, che infatti è stata eliminata al primo turno del torneo di Hobart. La giocatrice russa infatti è stata eliminata al secondo turno degli Australian Open dalla giocatrice di casa Jelena Dokić, che l'ha battuta in tre set. Dopo la buona prestazione in Fed Cup Anna è stata clamorosamente eliminata dalla giapponese Morita, che l'ha estromessa al primo turno del torneo di Dubai. Non va meglio a Indian Wells; dopo la vittoria sulla Makarova che faceva ben sperare Anna è stata eliminata facilmente dalla Peer che l'ha sconfitta in due set. Stesso copione al torneo di Miami: dopo la bella vittoria su Daniela Hantuchová Anna è stata spazzata via da Viktoryja Azaranka, oggettivamente troppo forte per Anna. Dopo un periodo senza tornei Anna è tornata in campo nella Fed Cup, che vedeva opposte la Russia e l'Italia. Anna però è stata nettamente sconfitta da Flavia Pennetta nella partita d'esordio e non ha più messo piede in campo. Anna deve comunque fare fronte a un'altra tremenda delusione: la russa è stata infatti sconfitta da Flavia Pennetta anche nel primo turno del torneo di Stoccarda con un umiliante 6-2 6-0.

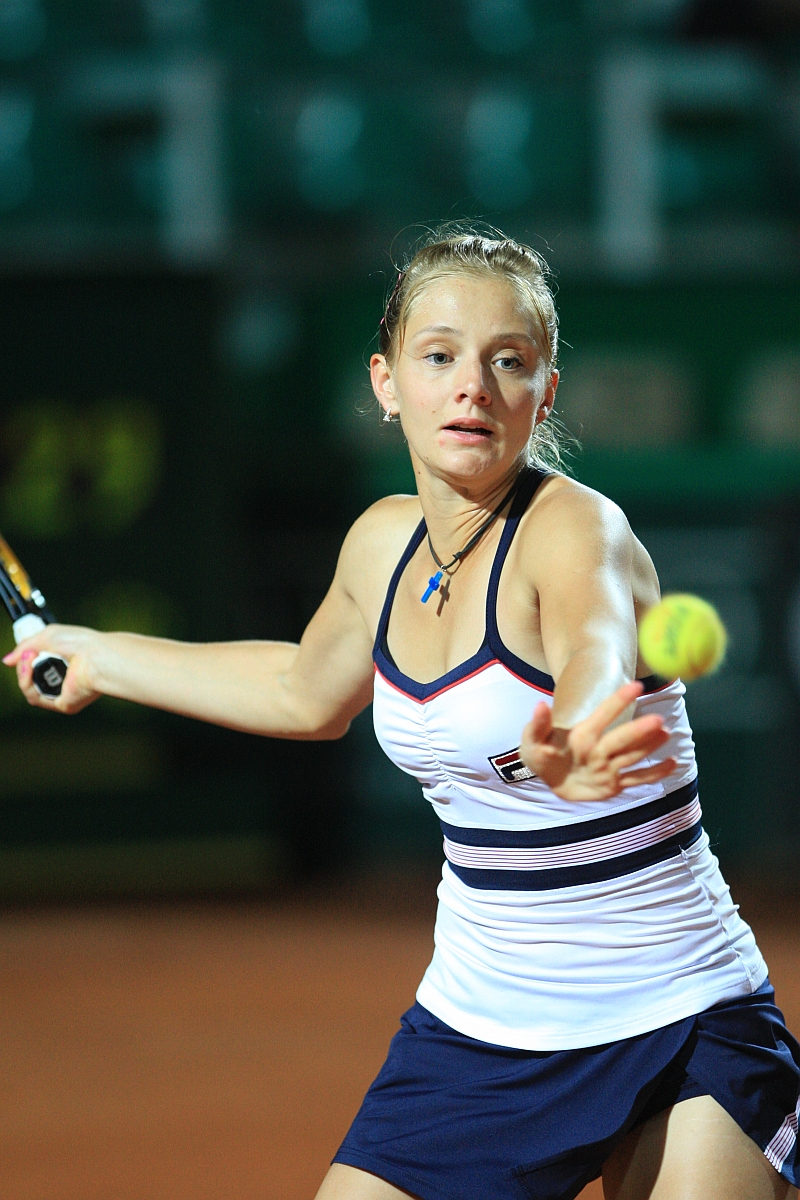
Anna Čakvetadze al torneo di Roma

Anna ha comunque dato timidi segnali di ripresa agli Internazionali di Roma. In Italia la russa ha eliminato facilmente la spagnola Anabel Medina Garrigues al primo turno; al secondo invece batte in rimonta la canadese Aleksandra Wozniak, forse facilitata da una sospensione dovuta alla pioggia. Nel terzo turno Anna si è dovuta arrendere a Venus Williams; dopo avere perso malamente il primo set, conclusosi 6-0 per l'americana, Anna aiutata dallo sbandamento dell'avversaria si è portata a casa il secondo set 7-6 salvo poi arrendersi 6-4 nel terzo, non prima di avere rimontato da 0-4 a 3-4 e da 3-5 a 4-5. Anna è uscita al terzo turno anche al torneo di Madrid, dove è stata eliminata da Al'ona Bondarenko in tre set.
In questo momento Anna occupa la ventisettesima posizione della classifica WTA. Dopo questi due tornei abbastanza incoraggianti Anna ha però fatto un deciso passo indietro facendosi eliminare dalla colombiana Mariana Duque Mariño, che le sta dietro di cento posizioni: la giocatrice sudamericana ha eliminato Anna al primo turno del Roland Garros. Dopo essere uscita al secondo turno del torneo di Eastbourne Anna ha subito l'ennesima delusione della sua sempre più mediocre carriera, finendo eliminata al primo turno del prestigioso torneo di Wimbledon dove a sconfiggerla è stata la tedesca Sabine Lisicki. Anna ha continuato il 2009 con una serie di prestazioni deludenti, culminata con l'eliminazione al primo turno a Mosca dove viene battuta da Al'ona Bondarenko in due set, anche se qui Anna si è presentata in condizioni fisiche non perfette.

### 2010
Il 2010 non inizia bene per la giovane la russa. Infatti è fuori al primo turno del torneo di Auckland contro la giapponese Kimiko Date Krumm, fuori nell'ultimo turno di qualificazione a Hobart e fuori al primo turno agli Open d'Australia contro Flavia Pennetta e la mancata convocazione per il primo turno della Fed Cup. Un po' meglio è andato il torneo di Pattaya: Anna ha infatti raggiunto il terzo turno, dove però è stata sconfitta da Tamarine Tanasugarn in due set. Va meglio nel doppio: in coppia con la giovane connazionale Ksenija Pervak ha infatti raggiunto la finale, finendo però sconfitta dal duo Tamarine Tanasugarn - Marina Eraković. Il prolungamento del torneo tra l'altro ha impedito ad Anna di prendere parte alle qualificazioni del torneo di Dubai, dal quale è rimasta esclusa.
Il 25 luglio 2010 la giovane tennista russa vince il torneo di Portorose battendo in finale la svedese Johanna Larsson con il punteggio di 6-1, 6-2. Due settimane dopo raggiunge la semifinale a Copenhagan, lottando fino all'ultimo contro la numero 3 al mondo Caroline Wozniacki, mostrando segnali di ripresa. Anna si è imposta nel torneo ITF giocato nel Bronx, uno dei più prestigiosi e importanti dell'intero circuito, battendo in tre set la svedese Arvidsson.

### 2011
La Čakvetadze inizia la stagione al torneo di Brisbane perdendo contro la connazionale Ksenija Pervak già al primo turno. La settimana seguente partecipa al torneo di Hobart, ma anche in questa circostanza esce al primo turno per mano dell'italiana Sara Errani. Agli Australian Open Anna supera il primo turno battendo la bielorussa Vol'ha Havarcova, ma al secondo turno viene sconfitta dalla ceca Petra Kvitová. Nel mese di febbraio al torneo di Dubai durante il match contro la danese Caroline Wozniacki Anna è costretta al ritiro per un problema fisico. A causa di tale problema salta il torneo di Doha. Rientra direttamente a Indian Wells dove, dopo avere passato il primo turno agevolmente, si ritira contro Marija Kirilenko nel secondo turno a causa di una forma di sincope.
Dopo un periodo di riposo, con il problema che sembrava risolto, Anna è ritornata in campo a Stoccarda. Dopo avere passato abbastanza agevolmente le qualificazioni al tabellone principale si è di nuovo sentita male e ha dovuto ritirarsi nuovamente. Anna è rientrata al torneo olandese di Hertogenbosch, ma è stata eliminata subito al primo turno. Partecipa al tabellone principale di Wimbledon, dove viene eliminata al primo turno da Marija Šarapova; dopo questa sconfitta e un breve periodo di inattività si è candidata per il parlamento russo. Dalle ultime notizie su di lei, sembra comunque pronta a ritornare sui campi da gioco

### 2012
Anna è tornata in campo nel torneo di Hobart, ma dopo avere brillantemente passato i primi due turni si è dovuta ritirare contro l'israeliana Peer per problemi alla schiena. Questi problemi hanno condizionato anche la sua partecipazione agli Australian Open 2012, dove è stata sconfitta al primo turno da Jelena Dokić. Rientra in campo nel torneo di Copenaghen dove, dopo avere passato le qualificazioni, viene eliminata al primo turno. Passa le qualificazioni anche al torneo di Stoccarda ma anche qui perde al primo turno. Non passa le qualificazioni a Madrid, ma le supera a Roma venendo ancora eliminata al primo turno. Esce al primo turno nel torneo di Bruxelles per mano di Yanina Wickmayer. Non ha partecipato al Roland Garros e ha saltato tutta la stagione su erba. Ritorna nel mese di agosto nel torneo di Washington dove viene ancora una volta eliminata al primo turno. Arriva in finale nell'ITF del Bronx, ma viene battuta dalla Oprandi. Nel torneo di Tashkent supera le qualificazioni e viene eliminata nel secondo turno da Galina Voskoboeva.

### 2013
Dopo essere stata lontano dai campi per un anno annuncia ufficialmente il ritiro il 12 settembre a causa di un'ernia cervicale e spinale.

## Vita privata
È sposata con il Vice Presidente della Federazione Ucraina di scacchi Pavel Kuftyryev.

## Curiosità
- Durante la partita di Fed Cup contro la israeliana Tzipora Obziler giocata in Israele rispose in malo modo al pubblico, che a suo dire non aveva un buon comportamento. La reazione del pubblico non si fece attendere e Anna contrariamente al suo comportamento sempre educato rispose con esultanze fuori luogo ai fischi degli israeliani.
- Durante la finale del torneo di Stanford (USA) è stata protagonista di un curioso incidente; ha infatti subito un punto dall'avversaria perché la sua lunga coda si impigliò nella racchetta, impedendole di rispondere al colpo dell'avversaria.
- Nel dicembre 2011 si è candidata alla Duma con un partito di destra, senza tuttavia essere eletta.

## Statistiche

### Singolare

#### Vittorie (8)
| Legenda: Prima del 2009 | Legenda: Dal 2009     |
| ----------------------- | --------------------- |
| Grande Slam (0)         |                       |
| Ori Olimpici (0)        |                       |
| WTA Championships (0)   |                       |
| Tier I (1)              | Premier Mandatory (0) |
| Tier II (2)             | Premier 5 (0)         |
| Tier III (3)            | Premier (0)           |
| Tier IV (1)             | International (1)     |

| No. | Data              | Torneo                                       | Superficie    | Avversaria in finale    | Punteggio        |
| 1.  | 25 settembre 2006 | Guangzhou International Women's Open, Canton | Cemento       | Anabel Medina Garrigues | 6–3, 6–4         |
| 2.  | 15 ottobre 2006   | Kremlin Cup, Mosca                           | Sintetico (i) | Nadia Petrova           | 6–4, 6–4         |
| 3.  | 12 gennaio 2007   | Moorilla Hobart International, Hobart        | Cemento       | Vasilisa Bardina        | 6–3, 7–6(3)      |
| 4.  | 17 giugno 2007    | Ordina Open, 's-Hertogenbosch                | Erba          | Jelena Janković         | 7–6(2), 3–6, 6–3 |
| 5.  | 22 luglio 2007    | Cincinnati Open, Cincinnati                  | Cemento       | Akiko Morigami          | 6–1, 6–3         |
| 6.  | 29 luglio 2007    | Bank of the West Classic, Stanford           | Cemento       | Sania Mirza             | 6–3, 6–2         |
| 7.  | 10 febbraio 2008  | Open Gaz de France, Parigi                   | Sintetico (i) | Ágnes Szávay            | 6–3, 2–6, 6–2    |
| 8.  | 25 luglio 2010    | Slovenia Open WTA, Portorose                 | Cemento       | Johanna Larsson         | 6–1, 6–2         |

#### Sconfitte (1)
| Legenda               |
| --------------------- |
| Grande Slam (0)       |
| Argenti Olimpici (0)  |
| WTA Championships (0) |
| Tier I (0)            |
| Tier II (1)           |
| Tier III (0)          |
| Tier IV (0)           |

| No. | Data           | Luogo                       | Superficie | Avversario in finale | Punteggio     |
| 1.  | 23 agosto 2008 | Pilot Pen Tennis, New Haven | Cemento    | Caroline Wozniacki   | 6–3, 4–6, 1–6 |

### Doppio

#### Sconfitte (6)
| Legenda: Prima del 2009 | Legenda: Dal 2009     |
| ----------------------- | --------------------- |
| Grande Slam (0)         |                       |
| Argenti Olimpici (0)    |                       |
| WTA Championships (0)   |                       |
| Tier I (1)              | Premier Mandatory (0) |
| Tier II (2)             | Premier 5 (0)         |
| Tier III (0)            | Premier (0)           |
| Tier IV (0)             | International (3)     |

| N. | Data              | Torneo                             | Superficie | Compagna           | Avversarie in finale                  | Punteggio        |
| 1. | 24 settembre 2006 | China Open, Pechino                | Cemento    | Elena Vesnina      | Virginia Ruano Pascual Paola Suárez   | 2-6, 4-6         |
| 2. | 29 luglio 2007    | Bank of the West Classic, Stanford | Cemento    | Viktoryja Azaranka | Sania Mirza Shahar Peer               | 4–6, 6(5)–7      |
| 3. | 5 agosto 2007     | Mercury Insurance Open, San Diego  | Cemento    | Viktoryja Azaranka | Cara Black Liezel Huber               | 5-7, 4-6         |
| 4. | 14 febbraio 2010  | PTT Pattaya Open, Pattaya          | Cemento    | Ksenija Pervak     | Marina Eraković Tamarine Tanasugarn   | 5-7, 1-6         |
| 5. | 24 luglio 2010    | Slovenia Open WTA, Portorose       | Cemento    | Marina Eraković    | Marija Kondratieva Vladimíra Uhlířová | 4-6, 6-2, [7-10] |
| 6. | 15 settembre 2012 | Tashkent Open, Tashkent            | Cemento    | Vesna Dolonc       | Paula Kania Polina Pekhova            | 2-6, rit.        |

## Risultati in progressione
| Sigla | Risultato               |
| ----- | ----------------------- |
| V     | Vincitore               |
| F     | Finalista               |
| SF    | Semifinalista           |
| O     | Oro olimpico            |
| A     | Argento olimpico        |
| SF    | Bronzo olimpico         |
| QF    | Quarti di Finale        |
| 4T    | Quarto turno            |
| 3T    | Terzo turno             |
| 2T    | Secondo turno           |
| 1T    | Primo turno             |
| RR    | Round Robin             |
| LQ    | Turno di qualificazione |
| A     | Assente                 |
| ND    | Non disputato           |

| Legenda superfici    |
| -------------------- |
| Cemento              |
| Terra battuta        |
| Erba                 |
| Superficie variabile |

### Singolare
| Tornei del Grande Slam |               |               |               |               |               |               |       |       |     |     |         |
| Australian Open        | A             | A             | 2T            | 2T            | QF            | 3T            | 2T    | 1T    | 2T  | 1T  | 10–8    |
| Open di Francia        | A             | A             | 3T            | 2T            | QF            | 2T            | 1T    | 1T    | A   | A   | 8–6     |
| Wimbledon              | A             | A             | 1T            | 3T            | 3T            | 4T            | 1T    | 2T    | 1T  | A   | 8–7     |
| US Open                | A             | 3T            | 3T            | 4T            | SF            | 1T            | 2T    | 1T    | A   | A   | 13–7    |
| Vittorie-sconfitte     | 0–0           | 2–1           | 5–4           | 7–4           | 15–4          | 6–4           | 2–4   | 1–4   | 1–2 | 0–1 | 39–28   |
| Tornei di fine anno    |               |               |               |               |               |               |       |       |     |     |         |
| WTA Tour Championships | A             | A             | A             | A             | SF            | A             | A     | A     | A   | A   | 2–2     |
| WTA Premier Mandatory  |               |               |               |               |               |               |       |       |     |     |         |
| Indian Wells           | A             | A             | 3T            | 4T            | 4T            | A             | 3T    | 2T    | 2T  | A   | 12–6    |
| Miami                  | A             | A             | 1T            | 4T            | SF            | 3T            | 3T    | 1T    | A   | A   | 9–6     |
| Madrid                 | Non disputato | Non disputato | Non disputato | Non disputato | Non disputato | Non disputato | 3T    | A     | A   | Q2  | 2–1     |
| Pechino                | ND            | Non Tier I    | Non Tier I    | Non Tier I    | Non Tier I    | Non Tier I    | A     | A     | A   | A   | 0–0     |
| WTA Premier 5          |               |               |               |               |               |               |       |       |     |     |         |
| Dubai                  | Non Tier I    | Non Tier I    | Non Tier I    | Non Tier I    | Non Tier I    | Non Tier I    | 1T    | A     | 2T  | NP5 | 1–2     |
| Roma                   | A             | A             | 2T            | 1T            | 3T            | SF            | 3T    | A     | A   | 1T  | 7–6     |
| Cincinnati             | ND            | Non Tier I    | Non Tier I    | Non Tier I    | Non Tier I    | Non Tier I    | 2T    | A     | A   | A   | 1–1     |
| Canada                 | A             | A             | A             | SF            | 2T            | 3T            | 1T    | A     | A   | A   | 7–4     |
| Tokyo                  | A             | A             | A             | A             | A             | 1T            | A     | A     | A   | A   | 0–1     |
| Carriera               |               |               |               |               |               |               |       |       |     |     |         |
| Finali                 | 0             | 2             | 4             | 1             | 0             | 1             | 0     | 1     | 0   |     | 9       |
| Titoli                 | 0             | 0             | 0             | 2             | 4             | 1             | 0     | 1     | 0   |     | 8       |
| vittorie-sconfitte     |               | 32-13         | 35-23         | 38-20         | 59-20         | 29-24         | 16-21 | 31-19 | 6-8 |     | 296–170 |
| Ranking a fine anno    | 374           | 84            | 33            | 13            | 6             | 18            | 70    | 56    | 230 | 222 | No. 5   |

## Vittorie contro giocatrici Top 10
| Stagione | 2004 | 2005 | 2006 | 2007 | 2008 | 2009 | Totale |
| Vittorie | 1    | 0    | 5    | 6    | 1    | 1    | 14     |

| #    | Giocatrice          | Ranking | Evento                               | Superficie    | Turno | Punteggio        | Rank. ACR |
| ---- | ------------------- | ------- | ------------------------------------ | ------------- | ----- | ---------------- | --------- |
| 2004 |                     |         |                                      |               |       |                  |           |
| 1.   | Anastasija Myskina  | 3       | US Open, New York                    | Cemento       | 2T    | 7-6(3), 6-3      | 175       |
| 2006 |                     |         |                                      |               |       |                  |           |
| 2.   | Nadia Petrova (1)   | 5       | San Diego Open, San Diego            | Cemento       | 2T    | 6-3, 6(5)-7, 6-2 | 31        |
| 3.   | Nadia Petrova (2)   | 6       | Canadian Open, Montréal              | Cemento       | 2T    | 6-1, 6-4         | 31        |
| 4.   | Dinara Safina       | 10      | Kremlin Cup, Mosca                   | Sintetico (i) | 1T    | 6-1, 6-2         | 24        |
| 5.   | Elena Dement'eva    | 7       | Kremlin Cup, Mosca                   | Sintetico (i) | SF    | 7-5, 3-6, 6-0    | 24        |
| 6.   | Nadia Petrova (3)   | 5       | Kremlin Cup, Mosca                   | Sintetico (i) | F     | 6-4, 6-4         | 24        |
| 2007 |                     |         |                                      |               |       |                  |           |
| 7.   | Patty Schnyder      | 9       | Australian Open, Melbourne           | Cemento       | 4T    | 6-4, 6-1         | 13        |
| 8.   | Nadia Petrova (4)   | 7       | Diamond Games, Anversa               | Cemento (i)   | QF    | 6-3, 6-4         | 12        |
| 9.   | Daniela Hantuchová  | 10      | Rosmalen Open, Rosmalen              | Erba          | SF    | 6-3, 6-4         | 8         |
| 10.  | Jelena Janković (1) | 3       | Rosmalen Open, Rosmalen              | Erba          | F     | 7-6(2), 3-6, 6-3 | 8         |
| 11.  | Serena Williams     | 5       | WTA Tour Championships, Madrid       | Cemento       | RR    | 6-4, rit.        | 7         |
| 12.  | Jelena Janković (2) | 3       | WTA Tour Championships, Madrid       | Cemento       | RR    | 6-4, 0-6, 6-3    | 7         |
| 2008 |                     |         |                                      |               |       |                  |           |
| 13.  | Marion Bartoli      | 9       | Open Gaz de France, Parigi           | Cemento (i)   | SF    | 2-6, 6-2, 6-0    | 7         |
| 2009 |                     |         |                                      |               |       |                  |           |
| 14.  | Jelena Janković (3) | 6       | Eastbourne International, Eastbourne | Erba          | 1T    | 6(5)-7, 6-3, 6-2 | 31        |